# Leopold Bauer
Pour les articles homonymes, voir Bauer.
Leopold Bauer (1872-1938) est un architecte autrichien.

## Biographie

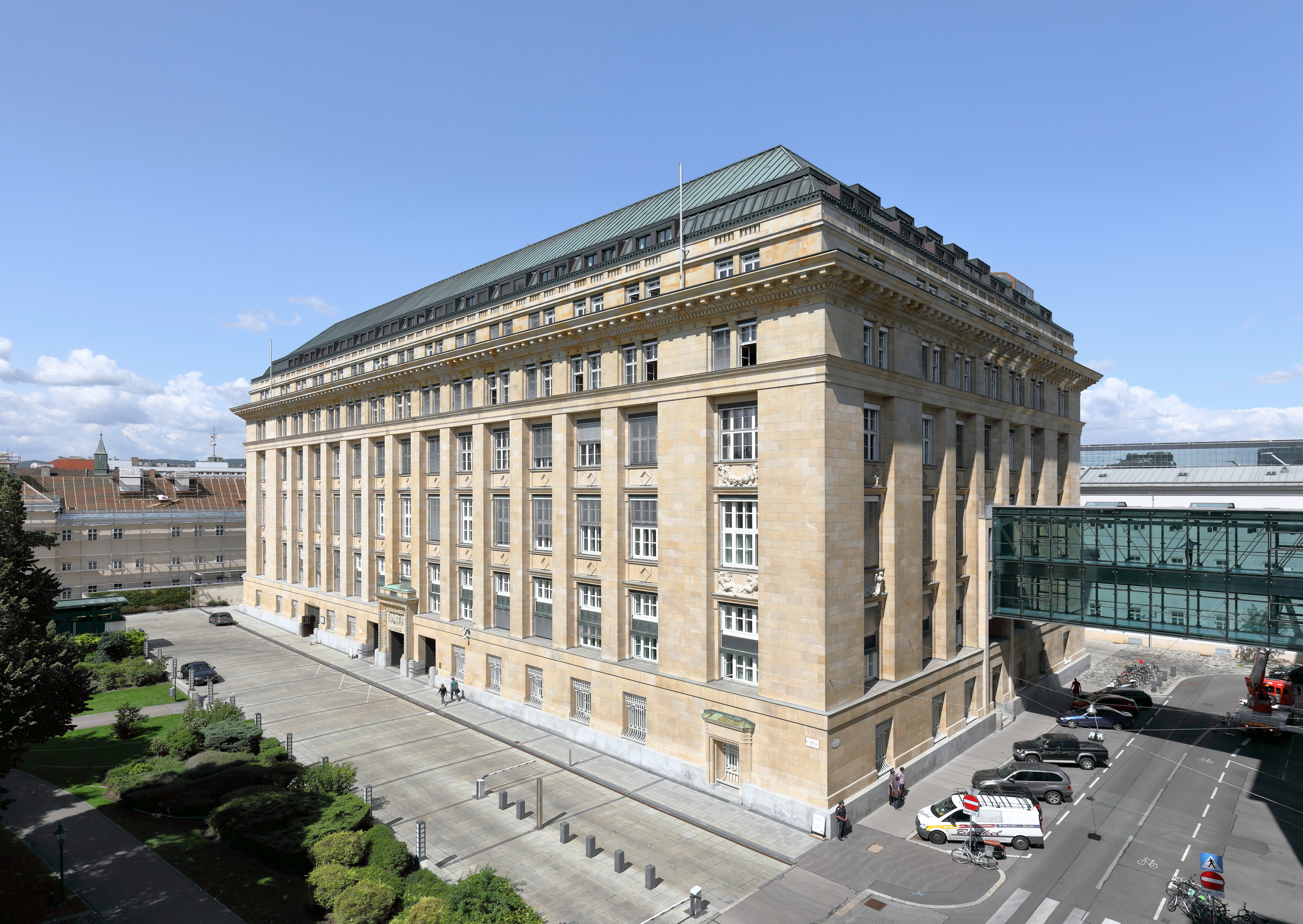
Siège de l'Oesterreichische Nationalbank à Vienne (1912–1919).

Leopold Bauer, fils de Maria Anna Flemmich (1847-1883) et de Josef Bauer (1843-1915), un propriétaire d'hôtel, sort diplômé de l'école professionnelle d'État de Brno. L'un de ses camarades de classe est Josef Hoffmann, qui devait également devenir un architecte renommé. Intégrant l'académie des beaux-arts de Vienne de 1892 à 1896, Bauer étudie d'abord dans la classe de Carl von Hasenauer, puis sous la direction de l'architecte Otto Wagner : il est l'un de ses étudiants les plus doués et après ses études, il travaille parfois dans son studio viennois.
En 1902, Bauer concourt à la conception d'une « maison pour un amateur d'art », destinée à l'éditeur Alexander Koch (1860-1939) : il est reçu ex aequo avec Mackay Hugh Baillie Scott et c'est Charles Rennie Mackintosh qui obtient la première place ; la maison Koch est finalement conçue par Fritz August Breuhaus. Ses premières commandes sont des maisons de ferme situées en Moravie, ainsi que des chantiers de restauration de châteaux. Il rejoint la Sécession viennoise et dirige un numéro de leur revue Ver sacrum. En 1904, il reçoit la médaille d'or durant l'exposition universelle de Saint-Louis. En 1906, il rejoint le Deutscher Künstlerbund et expose à Weimar avec le groupe.
Son premier grand chantier est la construction du siège de la Banque nationale d'Autriche-Hongrie à Vienne, en un style monumental néoclassique, entamé en 1911 et achevé en 1919.
En 1913, Bauer succède à Otto Wagner, comme directeur de l'école spéciale d'architecture de l'Académie des beaux-arts de Vienne. Cependant, il doit quitter son poste en 1919, en raison de pressions politiques.
Il a ensuite beaucoup publié sur les questions d'architecture, en particulier dans la Neue Freie Presse.
Dans les années 1920, il produit de grands ensembles de bâtiments, par exemple à Opava, le Warenhaus Breda Weinstein (1926–1928) et l'église de la ville (1932-1937).
Leopold Bauer s'est marié deux fois, il a eu sept enfants dont deux sont devenus architectes.

## Réalisations remarquables
Bauer avait développé sa propre vision de l'architecture, basée sur le fonctionnalisme ; il préconisait l'arrivée de la civilisation de la machine et la combinaison de l'hygiène, du confort et de l'esthétique. Il a conçu de nombreuses résidences privées, des bâtiments publics, des ensembles destinés à des logements, et moins d'une dizaine d'usines. On peut encore de nos jours admirer certaines de ses réalisations dont :
- 1901 : Villa du docteur K. Reißig à Brno.
- 1906–1907 : Eigene Villa, quartier du Hietzing, Auhofstraße 230, Vienne.
- vers 1907 : Villa du baron Maximilian von Spaun, patron d'une cristallerie à Klostermühle (Bohême).
- 1908 : Villa pour un industriel, quartier de Döbling, Himmelstraße 26, Vienne.
- 1910 : Chambre de commerce et d'industrie, Troppau (Opava).
- 1912 : restauration de la cathédrale Saint-Nicolas de Bielsko-Biała.
- 1911–1919 : Banque nationale d'Autriche-Hongrie (actuelle Oesterreichische Nationalbank).
- 1925–1927 : Complexe résidentiel « Vogelweidhof », situé à Rudolfsheim-Fünfhaus, Hütteldorfer Straße 2a, Vienne.
- 1928–1929 : Villa de Victor von Joly, quartier du Hietzing, Braunschweiggasse 12, Vienne.